# Kompaktfreileitung Hilpertsau-Weisenbach

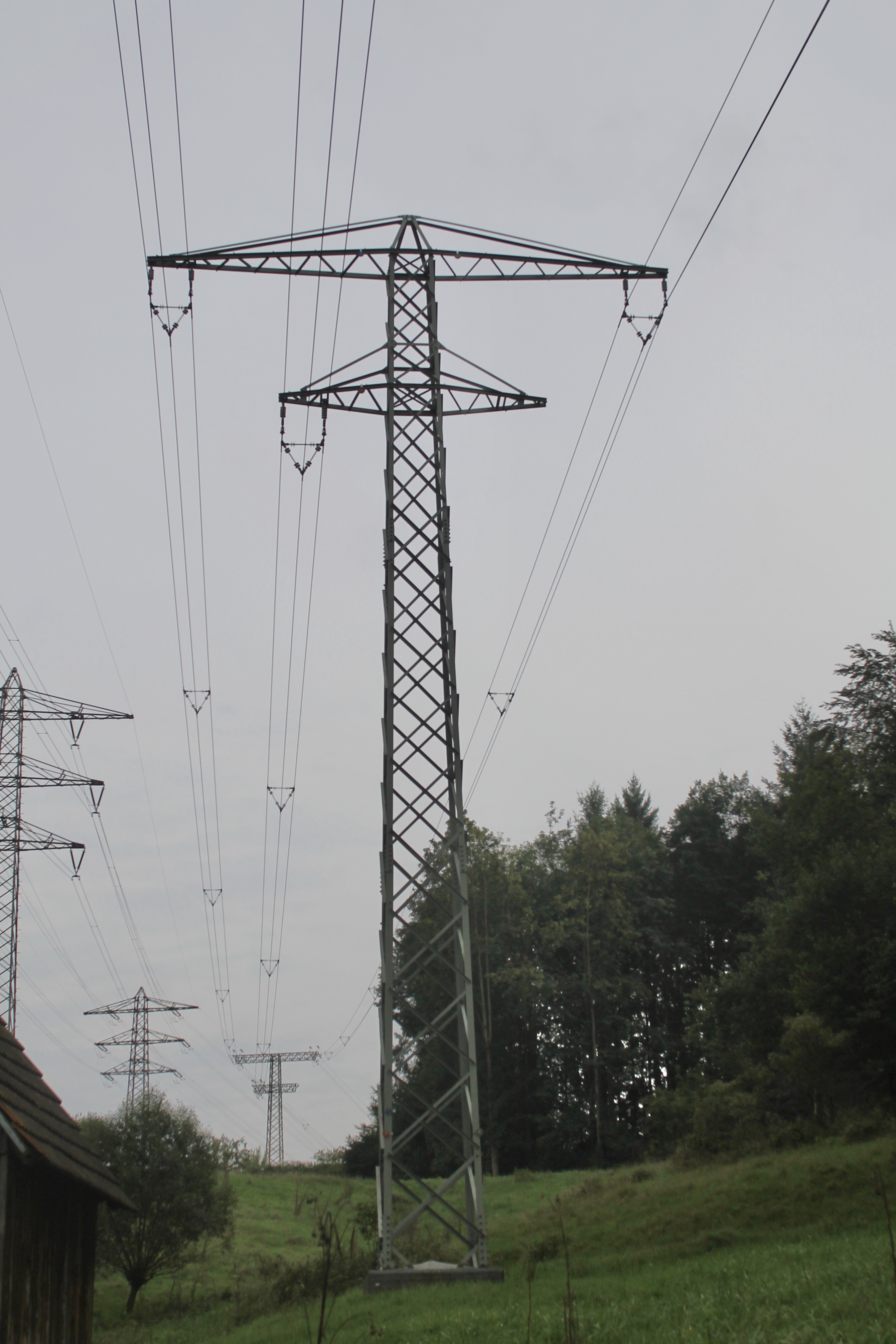
Tragmast der Kompaktfreileitung Weisenbach-Hilpertsau (2014)

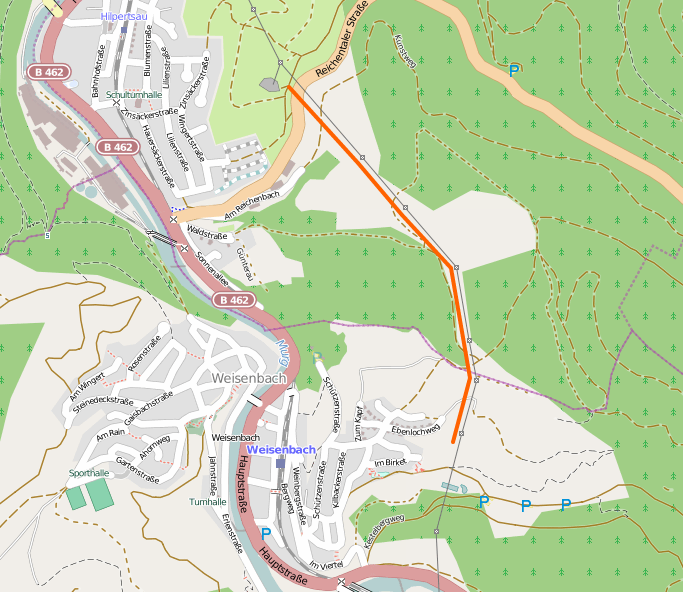
Verlauf

Die Kompaktfreileitung Hilpertsau-Weisenbach ist eine 1,326 Kilometer lange dreikreisige 20-kV-Freileitung der EnBW AG östlich von Hilpertsau, die spätestens 2009 errichtet worden ist. Die sehr selten benutzte Bauform der Kompaktfreileitung fasst die drei Leiter eines Stromkreises als Strang zusammen. Die Leiter sind dabei mit Isolatoren elektrisch getrennt und mechanisch zusammengefasst. Der Strang ist an den Masten gemeinsam befestigt. Diese Bauweise hat den Vorteil weniger Platz zu benötigen als eine normale Freileitung. Die Leitung durchquert hier das Landschaftsschutzgebiet Mittleres Murgtal und dabei auch den Kunstweg am Reichenbach.
Die Kompaktfreileitung Hilpertsau-Weisenbach ist auf sieben Stahlfachwerkmasten (ein Endmast, zwei Abspannmaste, drei Tragmaste und ein Abzweigmast) mit zwei Traversen verlegt und ähnelt auf den ersten Blick einer als Bündelleitung ausgeführten Mittelspannungsleitung, doch ist erkennbar, dass die Abstandshalter zwischen den Leiterseilen Isolatoren sind und somit jedes Leiterbündel einen kompletten Stromkreis umfasst. Hinter dem siebten Mast geht die Leitung in zwei normale Mittelspannungsleitungen über und zwar in eine einkreisige Leitung nach Reichental und in eine zweikreisige Leitung nach Au im Murgtal. Während erstere sofort nach dem Verzweigungsmast als normale Freileitung weiterläuft, erfolgt bei letzterer der Übergang im Spannfeld zum nächsten Mast.

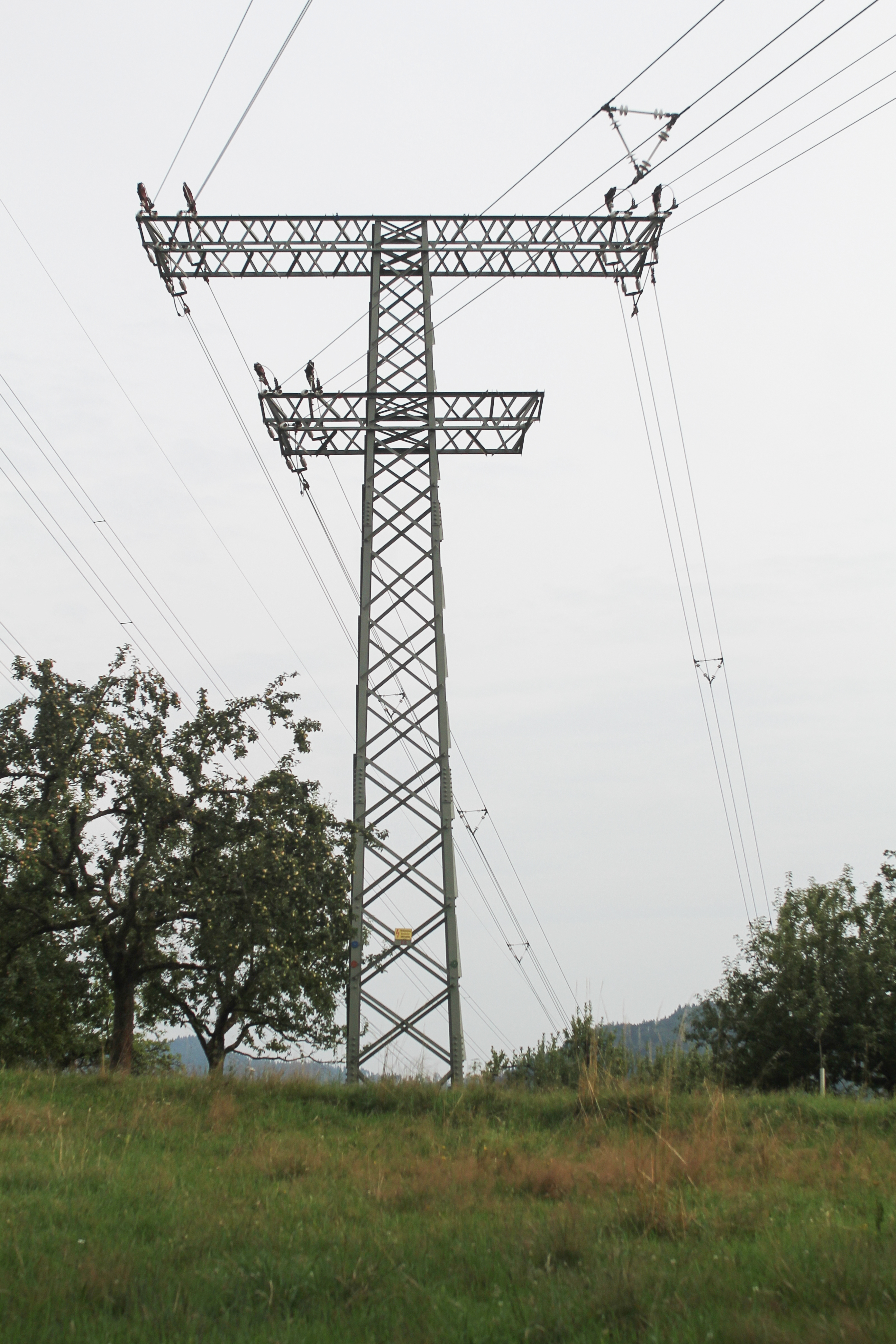
Abspannmast der Kompaktfreileitung
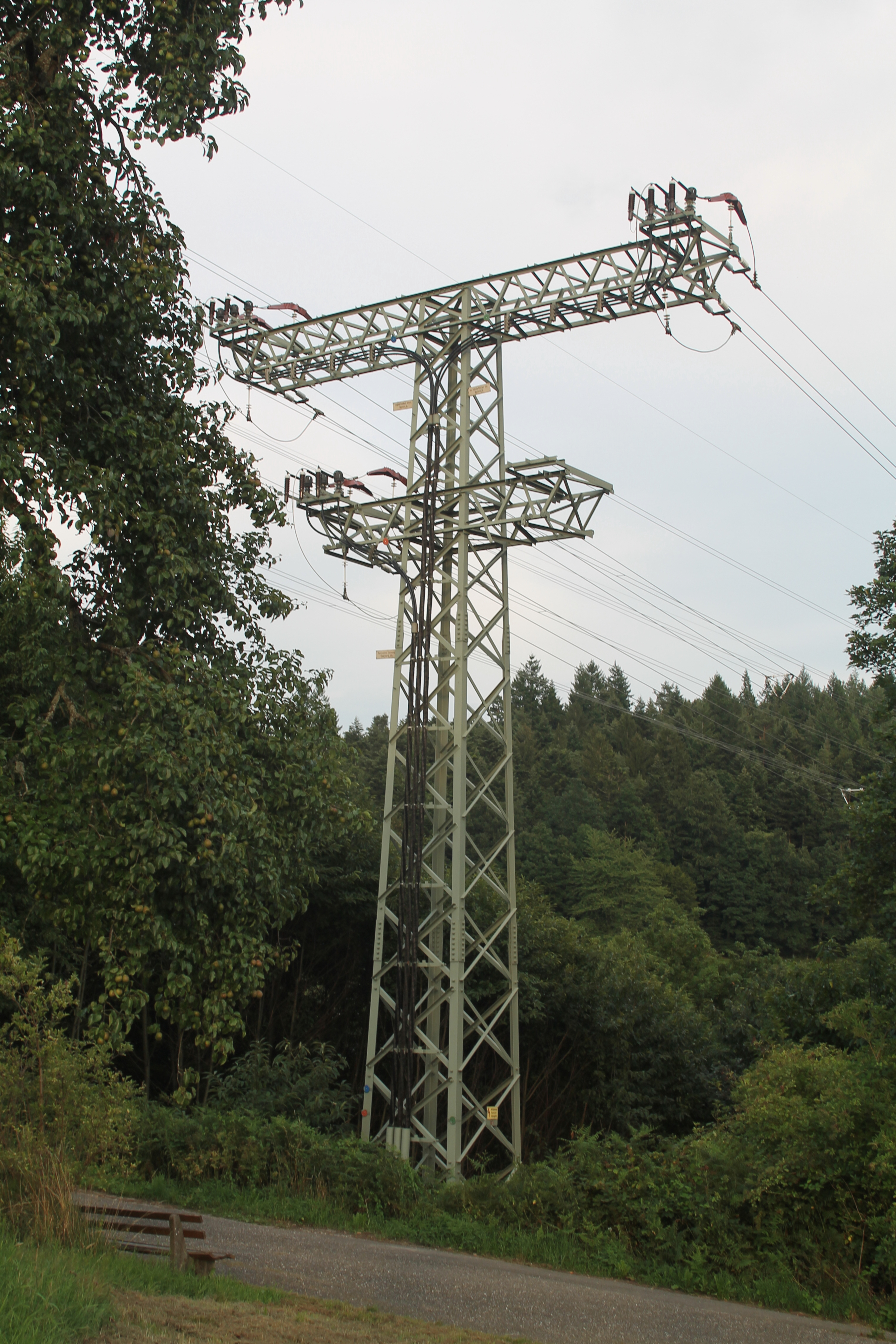
Endmast der Kompaktfreileitung
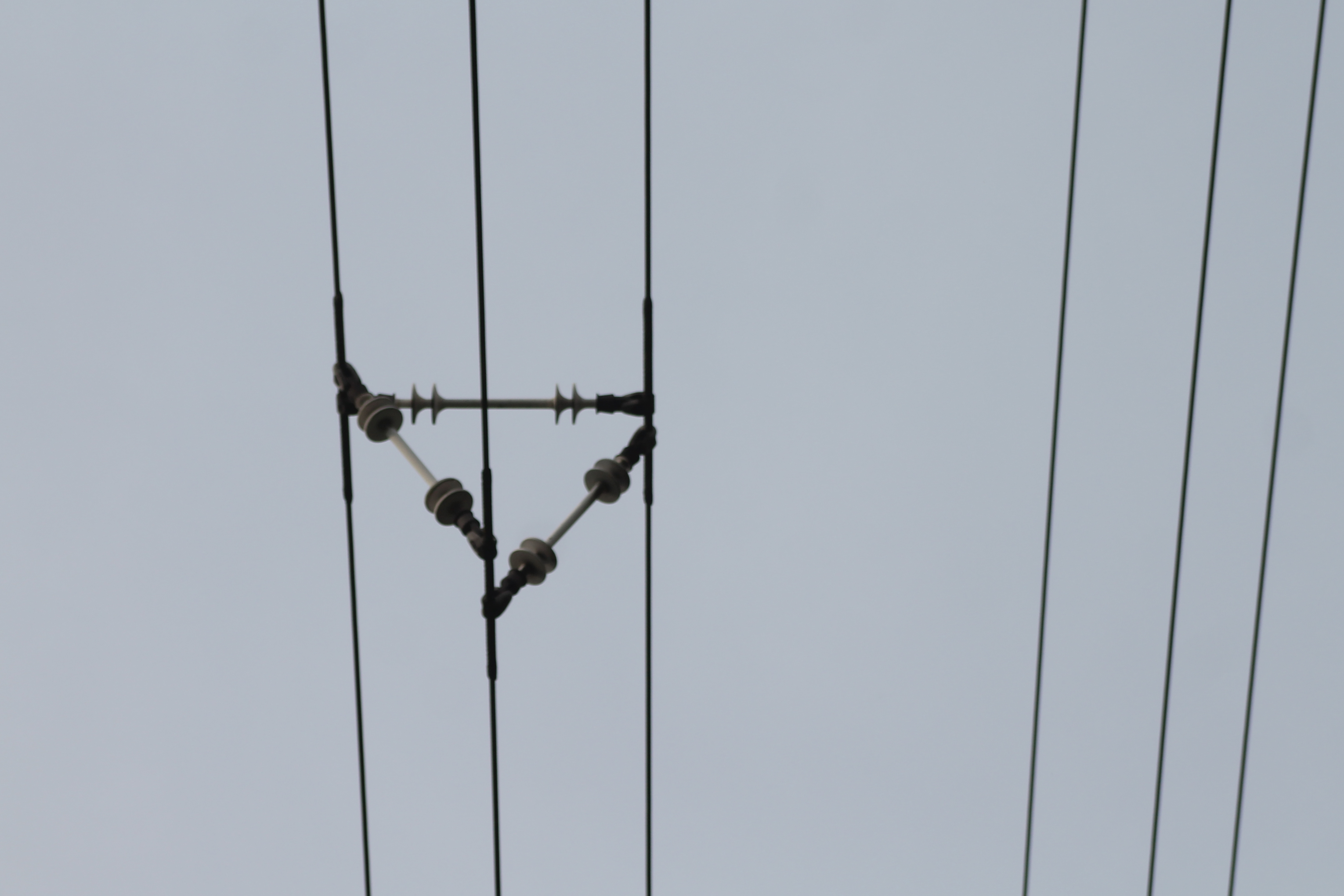
Isolatoren im Spannfeld der Kompaktfreileitung
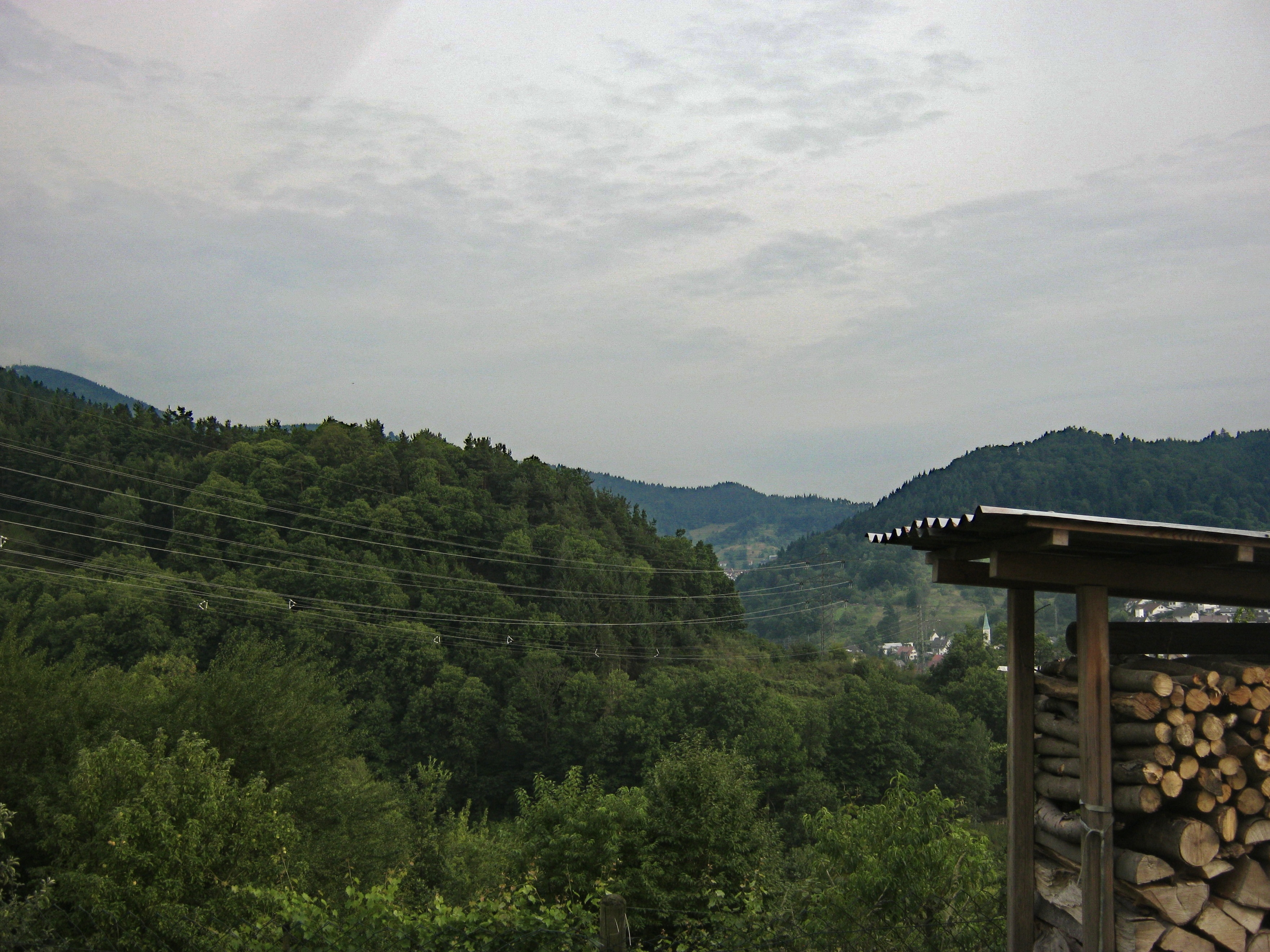
Übergang des Strangs nach Au im Murgtal in normale Freileitung